# Parc provincial Sir-Alexander-Mackenzie
Le parc provincial Sir-Alexander-Mackenzie (anglais : Sir Alexander Mackenzie Provincial Park), l'un des parcs provinciaux de la Colombie-Britannique, est situé dans le district régional de Central Coast. Il abrite un cairn et un graffiti qui marquent la première traversée connue de l'Amérique au nord du Mexique, accomplie par l'explorateur Alexander Mackenzie en 1793.

## Géographie
Le parc provincial Sir-Alexander-Mackenzie se trouve sur la côte ouest du canal Dean, juste au nord d'Elcho Harbour. D'une superficie de 5 ha, il est situé dans le district régional de Central Coast, à 65 km au nord-ouest de Bella Coola. Le parc possède une limite commune avec le Cascade-Sutslem Conservancy.

## Histoire
En 1792, Alexander Mackenzie, qui était au service de la Compagnie du Nord-Ouest et qui avait déjà mené une expédition sur le fleuve Mackenzie en 1789, décida de remonter la rivière de la Paix jusqu'à sa source, dans l'espoir de trouver sur le versant ouest une rivière qui le mènerait vers l'océan Pacifique. Il quitta le fort Chipewyan le 10 octobre et remonta la rivière avec l'idée de construire un poste pour y passer l'hiver, ce qu'il fit au fort Fork.
Le 9 mai 1793, Alexander Mackenzie quittait le fort pour remonter la rivière de la Paix jusqu'à sa source, soit la confluence des rivières Parsnip et Finlay. Il suivit ensuite le conseil d'un vieil Amérindien et remonta la rivière Parsnip jusqu'à sa source. Il descendit ensuite la rivière McGregor jusqu'à sa confluence avec le fleuve Fraser, où il poursuivit sa descente pendant quatre jours, jusqu'au niveau d'Alexandria. À cet endroit, les Amérindiens lui déconseillèrent de descendre plus avant le fleuve réputé dangereux, et lui conseillèrent plutôt d'emprunter une voie passant par la rivière West Road. Il décida alors de revenir sur ses pas pour rejoindre la rivière West Road, dont il remonta la vallée avant de traverser le col Mackenzie pour descendre ensuite la rivière Bella Coola vers le sud. Le 19 juillet, il arriva à Bella Coola et deux jours plus tard à sa destination. Le lendemain, le 22 juillet, il mélangea du vermillon à de la graisse fondue pour écrire sur le rocher : « Alex Mackenzie from Canada by land 22nd July 1793. ». Il rebroussa chemin et, le 24 août, rejoignit le fort Chipewyan. 
Plus tard, des arpenteurs trouvèrent le rocher et gravèrent de façon permanente les inscriptions laissées par Mackenzie. Le site a été classé lieu historique national du Canada le 4 juin 1924 par la Commission des lieux et des monuments historiques du Canada.  Le 10 février 1926, la province de la Colombie-Britannique y a établi un parc provincial. La même année, la Commission des lieux et des monuments historiques du Canada a fait ériger un cairn de 12 mètres au dessus du rocher.